# Krikehájok
Krikehájok (németül Krickerhäuer) a Nyugat-Felvidéken, főleg Bars, Nyitra és Turóc vármegyében 3 csoportban és kisebb szigetekben a szlovákok között élt, a 20. századra nagyrészt elszlávosodott németek.

## Történetük

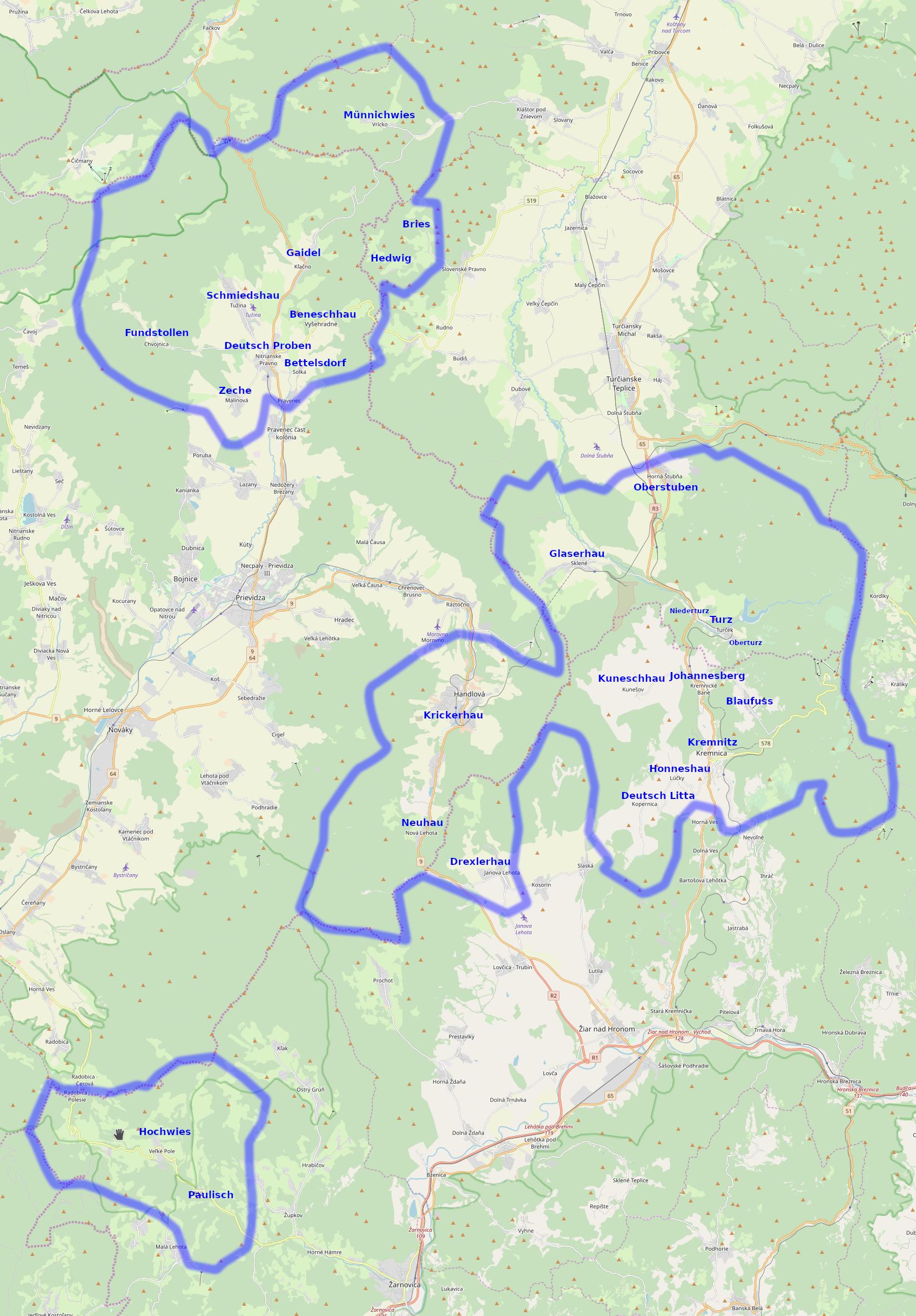
Az ún. Hauerland

Valószínűleg Csehországból települtek a Magyar királyságba. 3 fő településterületük volt:
1. Körmöcbánya és környéke 9 falu
2. Nyitra vármegyében Nyitrabánya (Krickerhäu, Krikeháj, Kriegerhaj vagy Hennelshaj,[1] szlovákul Handlová) mezőváros, a vármegye északi részén Németpróna mezőváros és 7 falu
3. Turóc vármegyében Turócremete (szlovákul Vrícko) körül 7 és szórványban 8 falu.

A férfiak nagy része a 19. században házaló volt, a földet főként a nők művelték. Szegénységüket jellemezte, hogy állítólag volt olyan, aki úgy öregedett meg, hogy soha nem evett húst. Gyermekeik szlovák nyelvű iskolába jártak, hitéletüket szlovák papok irányították. A szepesi gründlerekével rokon német anyanyelvüket fokozatosan elvesztették.